# Anton Praetorius

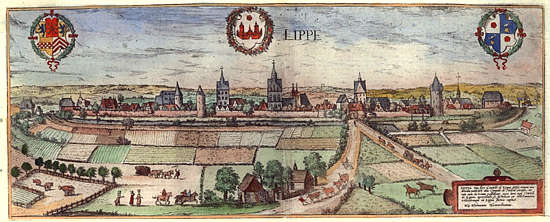
Lippstadt

Anton Praetorius (Lippstadt, Alemania, 1560 - Laudenbach an der Bergstraße, Alemania, 6 de diciembre de 1613) fue un pastor alemán, teólogo reformado, autor y luchador contra la persecución de brujas y la tortura.
Anton Praetorius era hijo de Matthes Schulze. Luego cambió su nombre al latinizado Praetorius. Estudió Teología y llegó a ser director de la escuela de humanística en latín en Kamen, Westfalia. En 1586 nació su hijo Johannes. Allí contrajo matrimonio, pero su esposa Maria murió de la peste.

## Vida y escritos

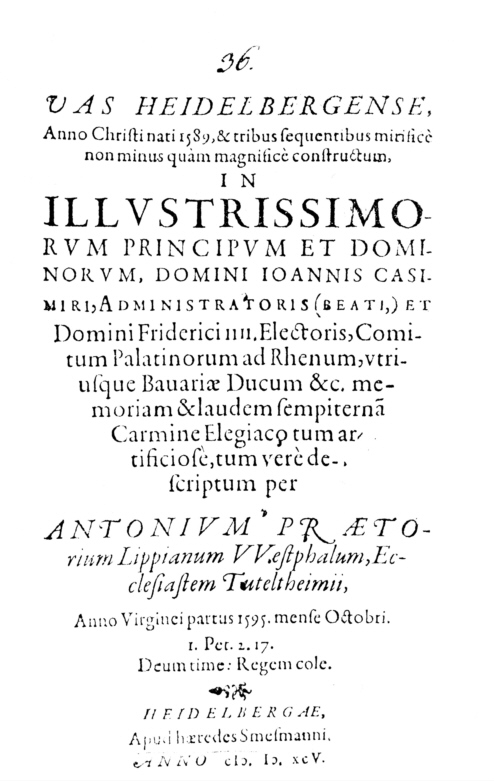
Portada del poema Vas Heidelbergense, de Praetorius.

Siendo el primer pastor calvinista en la parroquia de Dittelsheim, emprendió un viaje a Heidelberg, el centro de la teología calvinista en Alemania. Praetorius estaba tan impresionado con el gran barril de vino del palacio de Heidelberg que publicó un poema titulado "Vas Heidelbergense" en latín en octubre de 1595, alabando su tamaño como prueba aparente de la superioridad de la fe calvinista.
En su poema sobre Wolfgang Ernst, Conde de Ysenburg, Büdingen y Birstein ("De pii magistratus officio"), pidió a los gobiernos cristianos una reforma de la nación y la iglesia según los principios de la Biblia y la fe calvinista. En 1596 el conde le nombró predicador principal en su castillo en Birstein (cerca de Fráncfort), donde publicó himnos de iglesia, un catecismo y un libro para familias sobre la educación cristiana en 1597. En 1602, contribuyó a la discusión acerca de la interpretación de La Última Cena y los Sacramentos en su libro De Sacrosanctis novi foederis Jesu Christi.

## Contra la tortura
En 1597 Anton Praetorius, como pastor del Conde de Büdingen/Ysenburg en Birstein, tuvo que presenciar el tormento de 4 mujeres acusadas de brujería.
Según los registros del tribunal, el Reverendo Praetorius estuvo tan trastornado por el tormento de la mujer acusada que hizo presión para que detuvieran el ensayo contra la última mujer sobreviviente. Su protesta contra la tortura se puede encontrar en el registro de Birstein 1597: "Debido a que el pastor protestó violentamente contra el tormento de las mujeres, se tuvo que parar con el ensayo esta vez." Como consecuencia Anton Praetorius fue despedido por el Conde.

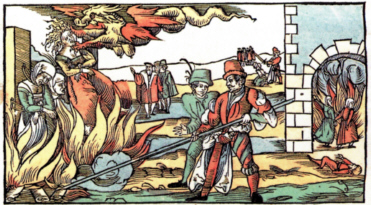
Persecución de brujas.

## Lucha contra la persecución de brujas
En su nueva parroquia en Laudenbach/Bergstrasse (cerca de Heidelberg) escribió el libro Gründlicher Bericht über Zauberey und Zauberer (Informe completo acerca de la brujería y las brujas) para así protestar contra la tortura y la persecución de brujas. Publicó el libro en 1598 bajo el nombre de su hijo Johannes Schulze ("Johannes Scultetus"). En 1602 se atrevió a publicarlo bajo su propio nombre. Se reeditó en 1613 y 1629.

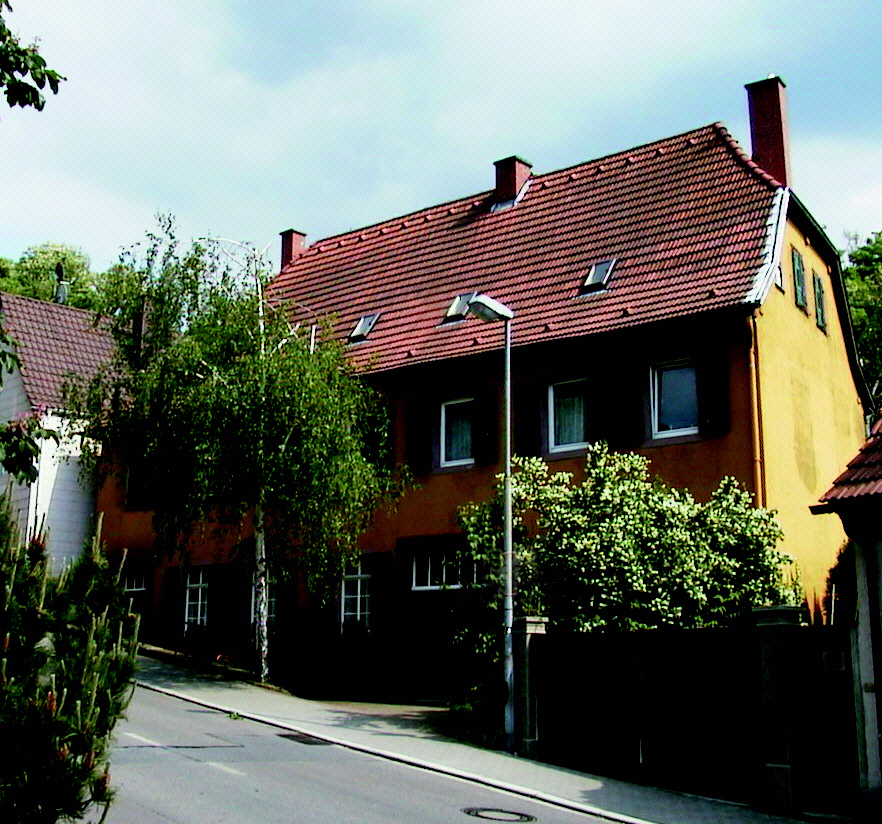
Casa del pastor en Laudenbach.

Praetorius fue uno de los primeros en describir la situación terrible de los presos y en protestar contra la tortura. Y con su "Bericht" Praetorius se opuso públicamente a la actitud predominante en la iglesia (una opinión sostenida por católicos, así como por protestantes tales como Martín Lutero y Juan Calvino) acerca de la tortura y la quema de brujas.

## Publicaciones (en alemán y latín)
- Primera plana del Poema en el Barril de Vino del Castillo de Heidelberg en 1595.

- Vas Heidelbergense, Heidelberg, octubre de 1595 (Poema sobre el primer Gran Barril de Vino en el Castillo de Heidelberg, sólo existe una impresión, traducida al alemán por Burghard Schmanck).

- De pii magistratus officio (Poema sobre Wolfgang Ernst, Conde de Ysenburg, Büdingen y Birstein). Heidelberg, impreso por Christoph Löw en 1596 (sólo existe una impresión, traducida al alemán por Burghard Schmanck).

- Hauptstück (catecismo) Christlicher Religion sampt den gemeinesten Gebetlein/ und etlichen Fragen. Impreso en Lich por Nicolaum Erbenium en 1597. Sólo existe una impresión, fragmento.

- Haußgespräch, darinn kurtz doch klärlich vnd gründlich begriffen wirdt, was zu wahrer Christlicher Bekanntnuß auch Gottseligem Wandel … zu wissen von nöhten (Conversación en la familia sobre la educación cristiana). Impreso en Lich en 1597.

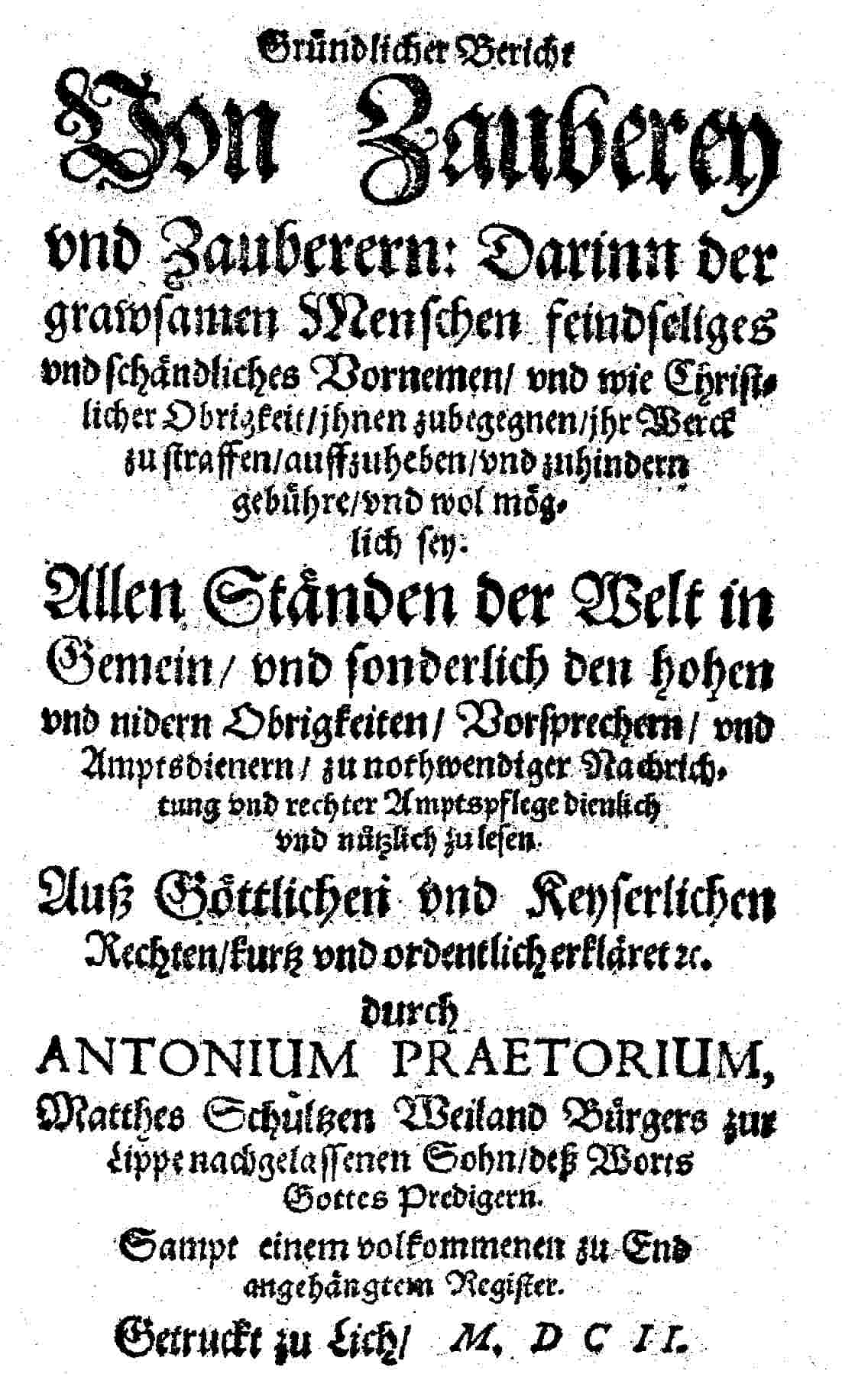
Informe de Praetorius sobre la brujería, 1602.

- Gründlicher Bericht von Zauberey und Zauberern/ darinn dieser grausamen Menschen feindtseliges und schändliches Vornemen/ und wie Christlicher Obrigkeit ihnen Zubegegnen/ ihr Werck zuhindern/ auffzuheben und zu Straffen / gebüre und wol möglich sey … kurtz und ordentlich erkläret. (Informe completo sobre Brujería y Brujas). Escrito por Joannem Scultetum Westphalo camensem (Johannes Scultetum es un seudónimo de Anton Praetorius), impreso en Lich por Nicolas Erbenis en 1598.

- Clarissimo juris utriusque Doctori Domino Jano Grutero Sponso, Poema para la boda de Jan Gruter (traducido al alemán por Burghard Schmanck) en 1601 (sólo existe una impresión).

- Gründlicher Bericht von Zauberey und Zauberern: kurtz und ordentlich erkläret durch Antonium Praetorium (Informe completo sobre la brujería y las brujas). Impreso en Lich en 1602.

- De Sacrosanctis novi foederis Jesu Christi (acerca de los sacramentos). Impreso por Wolgangus Kezelius y Conradus Nebenius en Lich en 1602.

- Nemo Ad Desideratissimas 15, Iunii, 1613 (Poema para la boda de un pastor), Lancellotus Heidelberg (sólo existe una impresión).

- Von Zauberey und Zauberern/ Gründlicher Bericht (Informe completo acerca de la brujería y las brujas). Impreso en 1613 en Heidelberg por Johann Lancellot/Andreae Cambier.

- Gründlicher Bericht (Informe completo acerca de la brujería y las brujas). Impreso en 1629 en Fráncfort del Meno por Johann Niclas Stoltzenbergern/Johann Carl Unckels.

- Varias cartas escritas a mano.

## Conmemoración

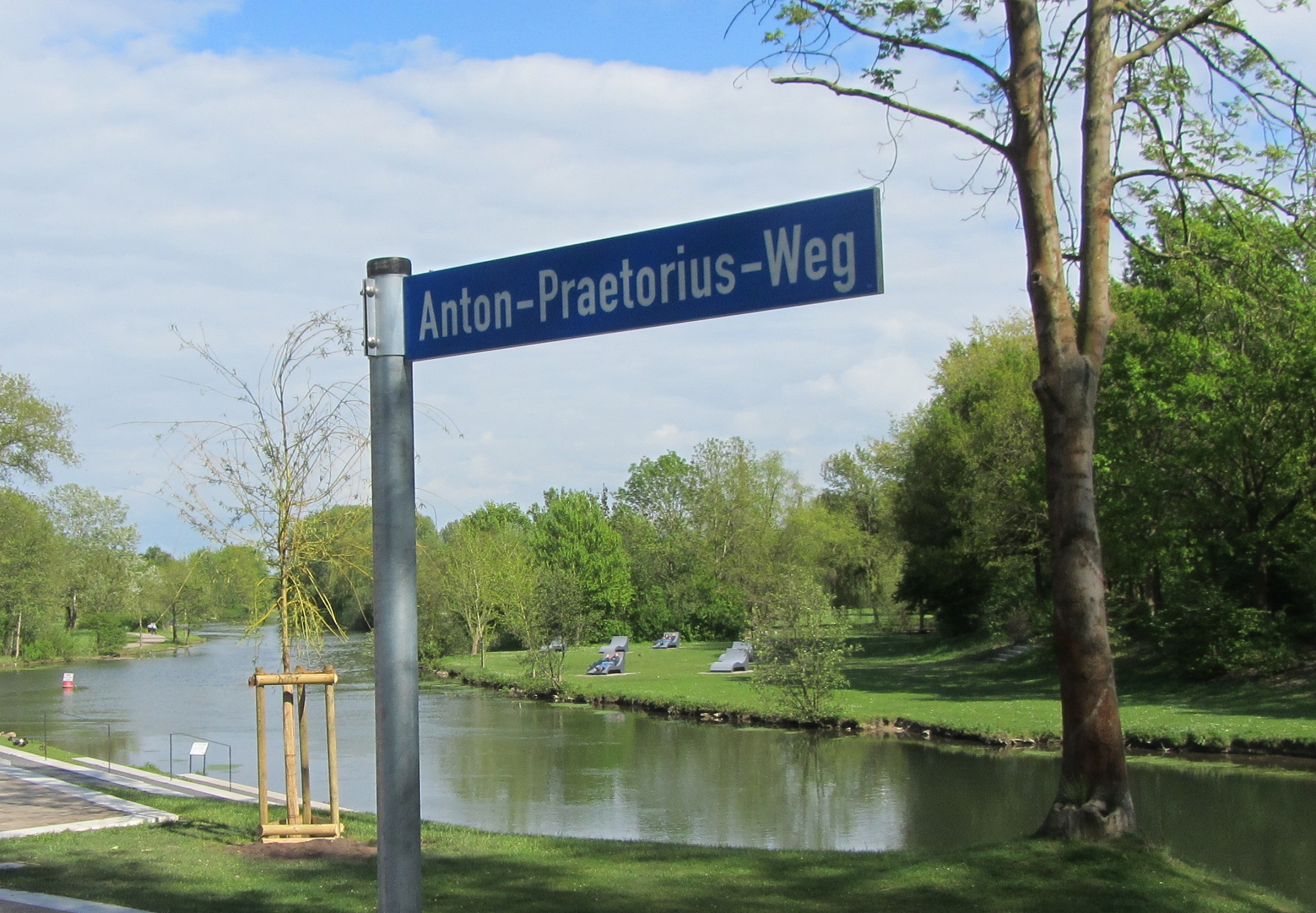
Nombre De La Calle Anton Praetorius en Lippstadt 2015